# مارك فيلوز
مارك فيلوز (بالإنجليزية: Mark Fellows)‏ هو لاعب كرة قدم أمريكية أمريكي، ولد في 26 فبراير 1963 في بيلينغز في الولايات المتحدة.

## وصلات خارجية
- مارك فيلوز على موقع مرجع كرة القدم المحترفة.كوم (الإنجليزية)